# Marc Ronceraille
Marc Ronceraille (1941-1973) est un écrivain fictif créé par le critique littéraire Claude Bonnefoy.

## Biographie fictive
Marc Ronceraille serait l'auteur d'un roman, L'Architaupe, publié en 1969 aux éditions du Lieu. Ce roman aurait obtenu quatre voix au Prix Goncourt. Il aurait également composé des poèmes érotiques.
Fréquentant assidûment les cocktails littéraires, il affectionnerait la compagnie d'écrivains célèbres, et serait intervenu dans l'émission littéraire de Bernard Pivot Apostrophes. Il aurait eu une liaison mouvementée avec une actrice de cinéma. Son œuvre aurait fait l'objet d'une polémique : Ronceraille aurait en effet été accusé d'avoir publié sous son nom les manuscrits de l'un de ses amis d'enfance, mort à 22 ans dans un hôpital psychiatrique. Ronceraille aurait été évoqué par Bertrand Poirot-Delpech dans Le Monde.
Marc Ronceraille serait mort en 1973 dans un accident de montagne.

## Histoire du canular

### Origine
Marc Ronceraille est l'objet en 1978 d'un livre de Claude Bonnefoy, qui porte le numéro 100 dans la collection Écrivains de toujours (éditions du Seuil). Pour créer Marc Ronceraille et le rendre célèbre, Claude Bonnefoy eut besoin de la complicité de Denis Roche, membre du comité de lecture du Seuil et directeur de la collection Écrivains de toujours. Il fut également aidé par Bernard Pivot, Gilles Lapouge, Bertrand Poirot-Delpech, Philippe Sollers et Robert Sabatier. Son projet d'écrire un livre intégralement consacré à Marc Ronceraille fut soutenu par Paul Flamand, alors directeur du Seuil.

### Révélation du subterfuge
À la sortie du livre de Claude Bonnefoy sur Marc Ronceraille, Bernard Pivot invita Claude Bonnefoy dans son émission Apostrophes pour présenter l'ouvrage. Mais il révéla, à la fin de son émission, le pot-aux-roses, et le succès rencontré par le livre de Claude Bonnefoy fut aussitôt brisé.

## Sources

### Articles
- 21/04/1978, La vie d'artiste, Apostrophe - INA
- 01/11/1995, Comment s'y prend un éditeur, L'Express
- 2002-2004, Philippe Billé, Journal documentaire, p. 15-16
- 2003-2004, Stéphane Tufféry, Le pastiche littéraire, Le style mode d'emploi
- 10/05/2006, Pour saluer l'immortel Marc Ronceraille, Le Figaro
- 24/06/2008, Le faux en histoire, France Culture
- 01/07/2008, Marc Ronceraille, serialpoet (contient un extrait sonore de l'entretien de Claude Bonnefoy avec Bernard Pivot, à Apostrophes)
- 08/02/2010, Bernard-Henri Lévy, Vive Jean-Baptiste Botul ! Pour Lacan et contre l'évaluation. De qui se moque Olivier Besancenot ?, La Règle du Jeu
- 09/02/2010, Impostures littéraires : des trafics de mots et des écrivains fantômes, AFP
- 09/02/2010, Impostures littéraires : des trafics de mots et des écrivains fantômes, Le Point
- 12/02/2010, Michel Winock, Les mystificateurs, L'Histoire

### Livres
- Henri Béhar, Littéruptures, L'âge d'homme, 1988, p. 230-242 Texte en ligne
- Claude Bonnefoy, Ronceraille, Seuil, coll. "Écrivains de toujours", 1978.
- Jean-François Jeandillou, Michel Arrivé, Supercheries littéraires - La vie et l'œuvre des auteurs supposés, Librairie Droz, 2001 (aperçu BooksGoogle).
- Philippe di Folco, Les grandes impostures littéraires, Écriture, 2006.
- Dominic Ouellet, «La duplicité à l'œuvre : la mystification» in L'abrégé d'histoire de la littérature portative et Bartleby et compagnie d'Enrique Vila-Matas, Mémoire Université du Québec, 2011, p. 11